# DBU's Landspokalturnering for herrer 2000-01
Landspokalturneringen 2000/2001 var den 45. udgave af DBUs Landspokalturnering. Turneringen blev vundet af Silkeborg IF, som besejrede Akademisk Boldklub Gladsaxe i finalen i Parken med 4-1.
| Fodbold | Spire Denne artikel om fodbold er en spire som bør udbygges. Du er velkommen til at hjælpe Wikipedia ved at udvide den. |